# Kinshasa-N'Dolo flygplats
Kinshasa-N'Dolo flygplats (franska: Aéroport N'Dolo de Kinshasa) är en flygplats i Kongo-Kinshasas huvudstad Kinshasa. N'Dolo flygplats ligger 279 meter över havet. IATA-koden är NLO och ICAO-koden FZAB. N'Dolo flygplats hade 5 231 starter och landningar, samtliga inrikes, med totalt 55 509 passagerare, 109 ton inkommande frakt och 494 ton utgående frakt 2015.